# Diogo Ferreira
Diogo Ferreira (n. 17 iunie 2001) este un handbalist ce a reprezentat Portugalia. A participat la competiții asociate Jocurilor Olimpice în care a câștigat o medalie de argint.

## Participări
Lista de mai jos prezintă principalele competiții la care a participat Diogo Ferreira de-a lungul carierei.
- Anexo:Balonmano playa en los Juegos Olímpicos de la Juventud de Buenos Aires 2018[*]